# Фелікс Піссарро
Фелікс Піссарро (фр. Félix Pissarro; також відомий під псевдонімом Жан Рош; 24 липня 1874 — 29 листопада 1897) — французький художник, офортист, карикатурист дев'ятнадцятого століття. Відомий як Тіті в родині, він був третім сином художників Камілля та Джулі Піссарро.
Народився в Понтуазі, Париж, у рік першої виставки імпресіоністів. Як і його брати і сестри Люсьєн і Жорж, він провів роки свого становлення в оточенні колег-митців свого батька, таких як Клод Моне та П'єр-Огюст Ренуар, які часто бували в домі Піссарро. Роботи Фелікса дуже рано продемонстрували велику силу та оригінальність. Його батько вважав його найперспективнішим із своїх синів, але перш ніж він зміг повністю реалізувати свій потенціал, він захворів на туберкульоз і помер 23-річним у санаторії за адресою К'ю-роуд, 262, К'ю (нині в лондонському районі Річмонд-на-Темзі).
Похований на Річмондському кладовищі.